# Déficits jumeaux

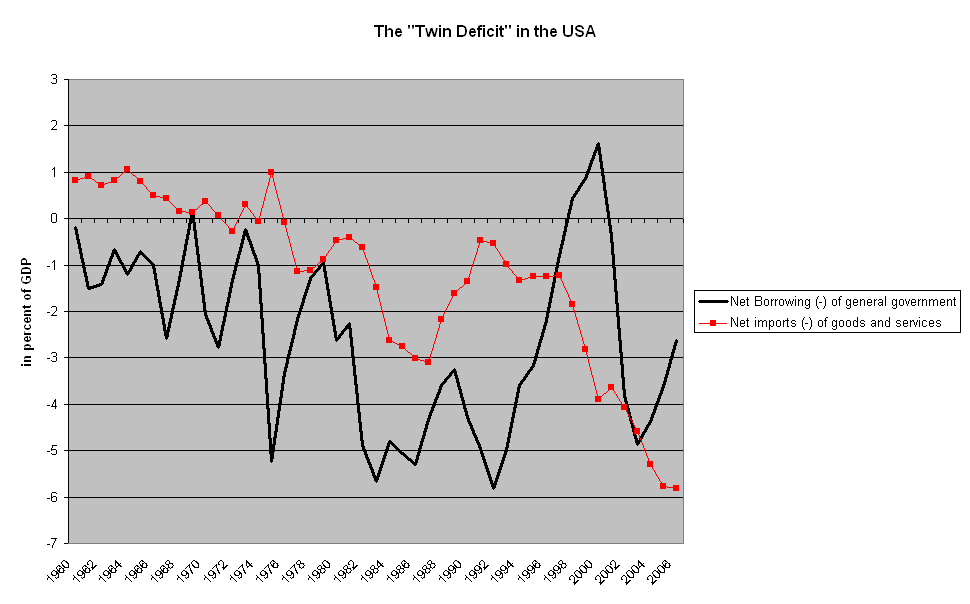
Déficits jumeaux aux États-Unis. Balance fiscale (noir) et balance courante (rouge).

Les déficits jumeaux (ou double déficit) sont en économie un phénomène où un pays enregistre un déficit public et, par voie de conséquence, un déficit de sa balance courante. En d'autres termes, c'est une situation où les dépenses des administrations publiques excèdent leurs revenus, et où les importations de biens et services sont supérieures aux exportations.

## Concept
Plusieurs explications ont été avancées pour expliquer l'origine des déficits jumeaux. On distingue trois grandes explications. La première se fonde sur des égalités comptables ; la deuxième, sur une causalité à partir du taux d'intérêt ; la troisième, à partir de l'effet de la demande sur les importations.
La relation de causalité entre les déficits extérieur et public à partir du modèle à générations imbriquées a été proposée par Olivier Blanchard en 1985. Ce modèle emboîte l'hypothèse des déficits jumeaux (il y a une relation positive entre les déficits) et l'hypothèse d’équivalence ricardienne (il n'y a aucun lien entre les déficits).

### Déséquilibre entre consommation et épargne
Si un pays dispose à la fois d'un déséquilibre public et d'un déséquilibre privé, cela signifie, d'une part, que l’État ne couvre pas ses dépenses avec ses recettes ponctionnées sur l'épargne des résidents, et, d'autre part, que la consommation est supérieure à l'épargne. Dans un tel cas, un pays a également un déficit commercial, qui doit être financé par de l'épargne étrangère.

### Augmentation des taux d'intérêt et appréciation de la monnaie
Une autre explication des déficits jumeaux est issue des travaux de Mundell et Fleming (1962 et 1963) : l'augmentation du déficit public oblige l’État à emprunter, ce qui induit une pression à la hausse sur les taux d'intérêt, ce qui attire les capitaux étrangers. Cela provoque une appréciation de la monnaie, dégradant le solde extérieur.

### Augmentation de la demande intérieure et des importations
L'explication keynésienne est basée sur la théorie de l'absorption keynésienne : une augmentation du déficit public conduit à une hausse de la demande intérieure, qui conduit partiellement à une augmentation des importations.

## Historique
L’expression de « déficits jumeaux » est utilisée pour caractériser l’économie des États-Unis au début des années 1980, et au cours des années 2000. Les baisses d'impôts dans les années 1980 ont causé une augmentation de 3 points de PIB du déficit public entre 1980 et 1985 ; or, entre 1985 et 1986, le déficit commercial a lui-même augmenté de 3 points de PIB.
Des études menées en 2005 par Ercerg, Guerrieri et Gust, puis par Cline, montrent qu'une réduction du déficit public d'1$ permet une réduction du déficit du compte courant d'entre 0,20$ et 0,40$,.
La monnaie des États-Unis, le dollar américain, qui joue le rôle de monnaie de référence à l'échelle mondiale malgré la disparition des accords de Bretton Woods, permet probablement le maintien d’une telle situation sur les court et moyen termes, ainsi que l'illustre le dilemme de Triffin.

## Formalisation comptable

### Équations comptables
Les déficits jumeaux sont issus de deux équations comptables, celles de la demande intérieure et des revenus, qui sont des identités donc toujours vraies d'un point de vue comptable.
Soit les équations de l'équilibre emplois-ressources issue de la comptabilité nationale:
-Ressources : Y+M
Les ressources sont l'ensemble des biens et services disponibles dans l'économie nationale et dans le reste du monde
-Emplois : C+I+G+X
Les emplois désignent la manière dont les ressources sont utilisées (employées) par les agents résidents et non résidents. (Ménages qui consomment, Entreprises qui investissent, les administrations publiques = APU qui investissent et consomment).
Toutes les ressources sont employées.
Dès lors, Y+M = C+I+G+X est toujours vérifiée d'un point de vue comptable.
-Demande intérieure/interne : C+I+G
-Demande extérieure/externe : X
-Demande globale : C+I+G+X
-Offre intérieure/interne : Y
-Offre extérieure/externe : M
-Offre globale : Y+M
Y est le PIB (offre des entreprises résidentes), M désigne les importations (demande des ménages résidents en biens et services produits par le reste du monde), C représente la consommation (ou Consommation finale des ménages = demande des ménages résidents en biens et services produits par les entreprises résidentes et du reste du monde) , I les investissements (ou Formation Brute de Capital fixe = les investissements des entreprises résidentes), G les dépenses publiques (C APU+ I APU = G) et X les exportations (demande des ménages du reste du monde de biens et services produits par les entreprises résidentes).
Et l'équation comptable des revenus :
{\displaystyle Y=C+S+T}

S désigne l'épargne privée, T le montant des prélèvements obligatoires (Impôts + Cotisations sociales = PO) et C la consommation.

### Démonstration
Reformulons l'équation de l'équilibre emplois-ressources:
{\displaystyle Y+M=C+I+G+X}
Nous obtenons donc, en remplaçant Y :
{\displaystyle C+S+T=C+I+G+X-M}
puis : {\displaystyle (S-I)+(T-G)=(X-M)}
- S-I est le solde de financement des agents privés. Si S>I, les capacités de financement du secteur privé du pays excèdent ses besoins de financement.
- T-G est le solde budgétaire de l'État. Quand l'État a un déficit budgétaire, nous avons T<G.
- X-M est le solde de la balance commerciale qui peut aussi être trouvé sous l'appellation NX.

Soit:
{\displaystyle (S-I)+(T-G)=NX}

On constate que {\displaystyle d(Nx)/dG<0}.
On conclut qu'une augmentation des dépenses publiques dégrade la balance commerciale d'où le terme de "déficits jumeaux".

### Exemple
Prenons l'exemple d'une augmentation des dépenses de l'État dans une économie où :
- S et I sont constants c'est-à-dire dS=dI=O
- Le solde budgétaire de l'État, le financement du secteur privé et la balance commerciale sont à l'équilibre soit

```

  

    

      

        
S

        
−

        
I

        
=

        
T

        
−

        
G

        
=

        
X

        
−

        
M

        
=

        
0

      

    

    
{\displaystyle S-I=T-G=X-M=0}

  

```

L'État décide d'augmenter les dépenses publiques sans augmenter les impôts, ce qui génère un déficit budgétaire soit 

```
T-G<0 ⇔ T<G.
```

On a:
{\displaystyle (S-I)+(T-G)=X-M}

⇔{\displaystyle T-G=X-M} car S=I par hypothèse dans notre exemple 

Or T<G donc X<M. Dans ce cas le déficit public implique un déficit de la balance commerciale.